# Ländchen Glien

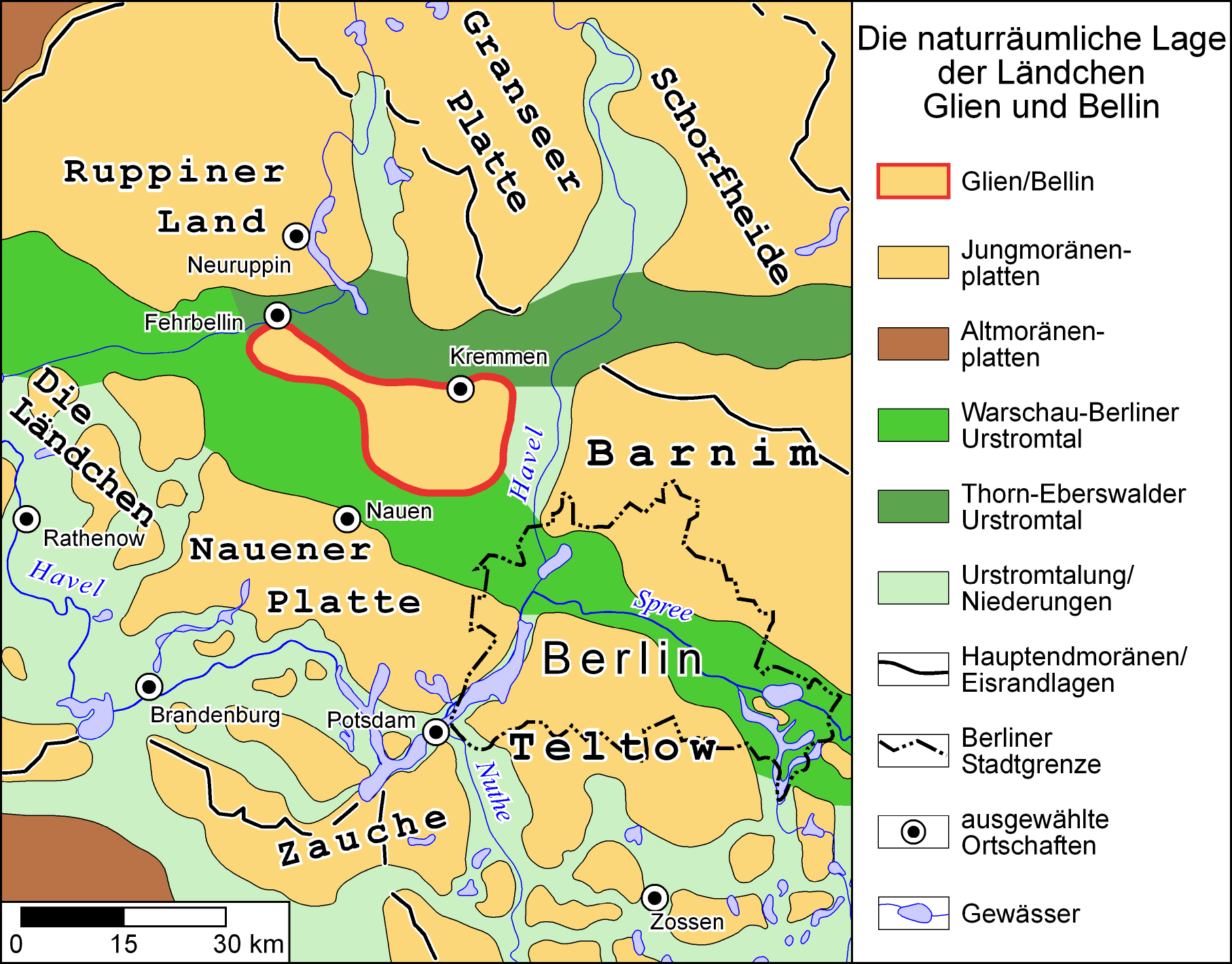
Die naturräumliche Lage des Glien (rechter bzw. Hauptteil der rot umfassten Fläche) und des Bellin

Das Ländchen Glien oder kurz der Glien (teilweise auch Glin, von slawisch „Lehm“) ist eine annähernd kreisförmige Platte mit einer Ausdehnung von 12 bis 15 Kilometern nordwestlich von Berlin. Das Ländchen Glien wird vom Berliner Urstromtal mit dem Havelländischen Luch im Süden sowie dem Eberswalder Urstromtal mit den Niederungen des Rhinluches und der Muhre im Norden umgeben. Südlich des Havelländischen Luches liegt die Nauener Platte. Östlich, durch die breite Zehdenick-Spandauer Havelniederung getrennt, liegt die Hochfläche des Barnim. Nördlich des Rhinluches folgen die Granseer Platte und die Ruppiner Platte. Im Westen geht der Glien in das langgestreckte Ländchen Bellin über.
Am Nordrand befindet sich die Stadt Kremmen und im Osten die Ofenstadt Velten.
Das Ländchen besteht zum größten Teil aus flachwelligen Grundmoränenflächen, die vor ca. 20.000 Jahren in der jüngsten, der Weichseleiszeit entstanden sind. Dort steht meistens Geschiebemergel bzw. -lehm an der Erdoberfläche an. Diese Flächen, vor allem der breite Siedlungsstreifen im Nordosten, werden landwirtschaftlich genutzt. Der Südwesten wird vom Waldgebiet Krämer bedeckt. Dort befinden sich ausgedehnte Dünengebiete, die in der ausgehenden Kaltzeit von den Urstromtälern auf die Hochfläche geweht wurden. Bei Velten finden sich auch Ablagerungen von Eisstauseen aus der Saaleeiszeit nahe an der Oberfläche, die dort in mehreren Gruben abgebaut wurden.

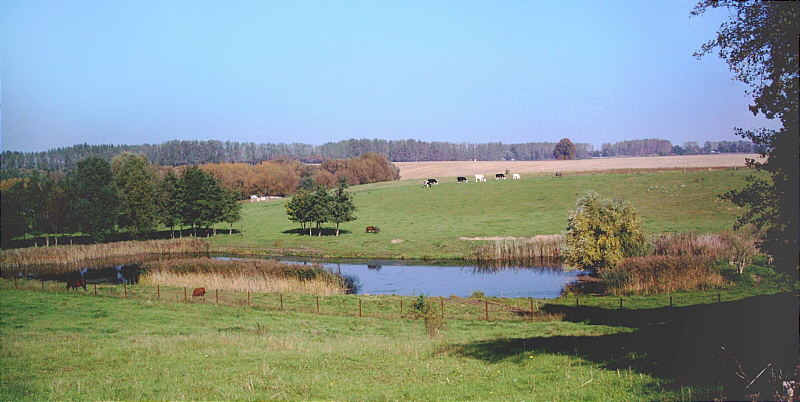
Landschaft im zentralen Teil des Ländchens Glien

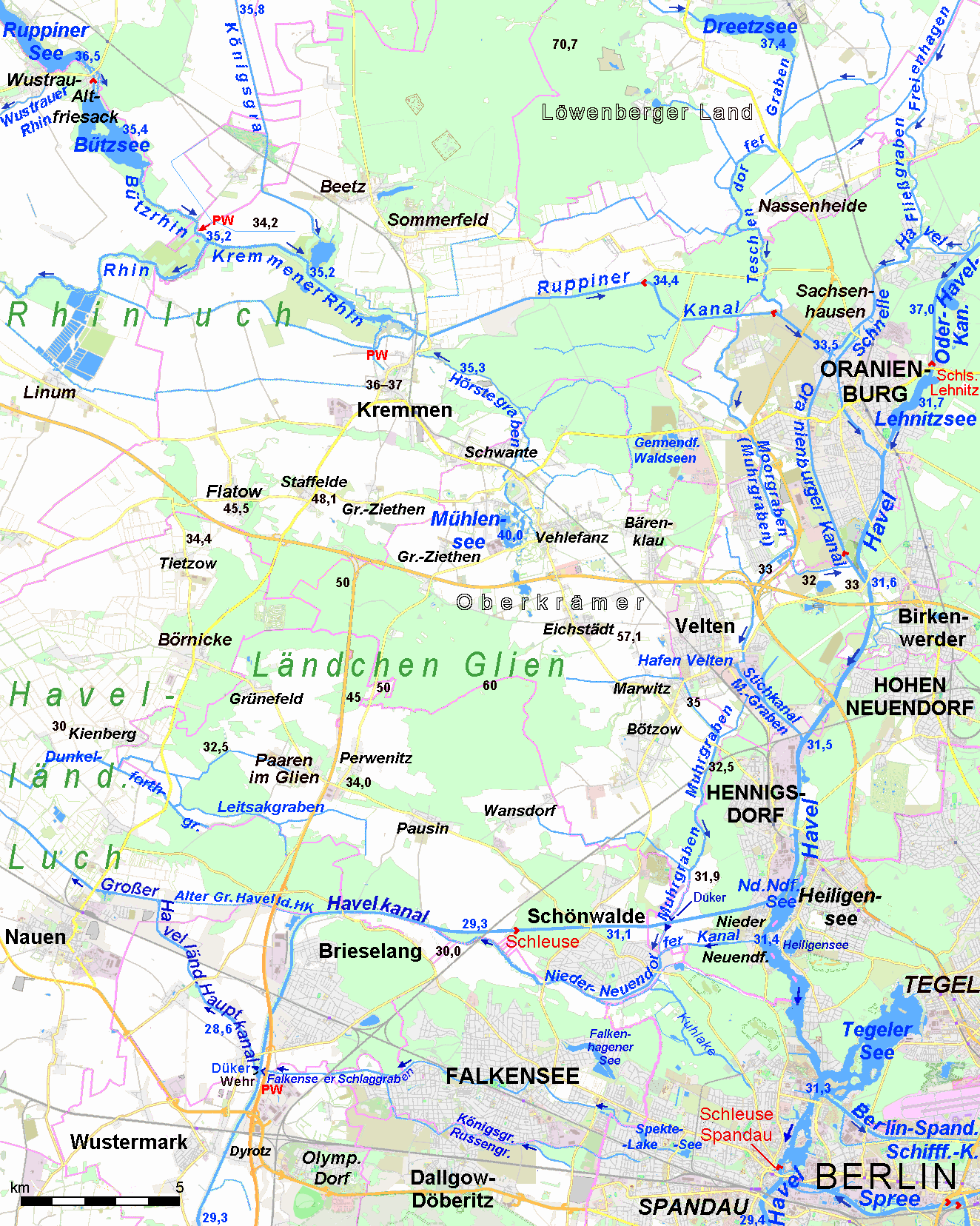
Ländchen Glien mit Höhen und näherer Umgebung

Der Glien war bis zum deutschen Landesausbau im 13. Jahrhundert nur sehr dünn besiedelt. Erst die Luchübergänge bei Fehrbellin und Kremmen (Kremmer Damm) machten eine größere Erschließung möglich. Bedeutsam war die Alte Hamburger Poststraße, die den Krämer längs durchquerte, mit ihrem Haltepunkt Ziegenkrug. Der Südrand des Ländchens Glien gehört heute zum Landkreis Havelland, während der größere nördliche Teil zum Landkreis Oberhavel gehört.
Koordinaten: 52° 43′ 0″ N, 13° 2′ 0″ O